# Johannes Frey (Schultheiss)

Christian von Mechel: Brugg, von Westen, zwischen 1795 und 1798

Johannes Frey (* 1740 in Brugg; † 1815 ebenda) war der letzte Schultheiss von Brugg und im Verbund mit seinen Söhnen am föderalistischen Aufstand (Stecklikrieg) im Aargau vom Spätsommer 1802 beteiligt, der sich gegen die Helvetische Republik richtete.

## Biografie
Nach dem Besuch der Lateinschule in Brugg von 1750 bis 1754 studierte der Sohn des Brugger Färbermeisters und Stadtrichters Johann Friedrich Frey (1709–1770) einige Zeit in Bern, übernahm dann aber den Färbereibetrieb seines Vaters und erweiterte diesen. Als Ratsherr übernahm er einträgliche Funktionen, so etwa als Gerichtsherr von Villnachern. Des Weiteren war er im gewinnbringenden Salzhandel als Salzspediteur tätig – 1805 vom Kleinen Rat (Aargau) zum Aargauischen Salzfaktor ernannt (1810 bestätigt) sowie Salzspediteur für den Stand Bern.
Er verheiratete sich mit Susanna Maria Füchslin, Tochter des Brugger Ratsherrn Johann Franz Füchslin. 1770–1786 Grossrat (XIIer) und Statthalter. Von 1786 bis 1797 Ratsherr; 1797–1798 Schultheiss von Brugg. Am 29. Januar 1798 wurde Frey von der Brugger Bürgerschaft in den erweiterten Grossen Rat der Stadt und Republik Bern gewählt. Wegen Tumulten in Brugg – ausgehend von den Revolutionsbefürwortern – verzichtete Frey auf die Wahl. Er wollte laut Ratsprotokoll mit seinem Verzicht böse Folgen vermeiden. 1802 wurde Johannes Frey als Schultheiss von Brugg wieder eingesetzt (wenige Monate im Amt). Mit der Gründung des Kantons Aargau wurde Johannes Frey 1803 Aargauer Grossrat.

## Widerstand gegen die Helvetik
Beim Einmarsch der Franzosen im Frühling 1798 waren die Anhänger Berns zunächst ins Ausland geflohen, dann aber im Laufe des Sommers wieder zurückgekehrt, mit Ausnahme des Schultheissensohns Johann Jakob Frey, der sich mit seiner Frau weiter im rechtsrheinischen Dogern aufhielt, wo ein schweizerisches Emigrantenkorps gebildet wurde mit dem Ziel, das Gebiet der Eidgenossenschaft von der französischen Besatzung zu befreien. Johann Jakob diente als Premier-Lieutenant im Emigrantenregiment Rovéréa. Schultheiss Johannes Frey und sein Sohn Friedrich hatte die aargauische Verwaltungskammer unter Hausarrest gestellt. Da bekannt war, dass Frey und seine Söhne weiterhin die neuen Brugger Behörden bekämpften, wurden ihre Weinstuben besonders beobachtet. Bereits im April 1799 verschärfte die Verwaltungskammer ihre Massnahmen. Im Zuge der Massnahmen wurde Johannes Frey verhaftet (ohne, dass Gründe genannt wurden) und deportiert, seine Papiere wurden versiegelt. Die Söhne Friedrich und Johannes erhielten Hausarrest. Der entmachtete Schultheiss Johannes Frey blieb als Staatsgefangener der Helvetischen Republik bis zum September 1799 in Haft; zuerst auf der Festung Aarburg, dann in der Festung Hüningen im Elsass.
Altschultheiss Frey von Brugg, May von Schöftland, Goumoëns aus dem Brestenberg, Fischer von Dennweil, Ringier von Zofingen und acht weitere Bewohner des Aargaus unterzeichneten 1801 eine Zuschrift an die allgemeine helvetischen Tagsatzung, in der sie um die Wiedervereinigung des Aargaus mit Bern baten. Im Mai 1802 gelangte die neue Helvetische Verfassung zur Abstimmung und wurde angenommen. Der Aufstand brach aus, als Frankreich noch im selben Jahr seine Truppen aus der Schweiz abzog. Im Aargau wurde der Aufstand gegen die Helvetische Republik von General Rudolf Ludwig von Erlach geleitet. Im Zusammenhang mit dem Stecklikrieg im Aargau wird Johannes Frey auch in der internationalen Presse namentlich erwähnt – so etwa in der Allgemeine Zeitung München oder der Zeitung Nouvelles politiques de Leyde. Die Söhne des Altschultheissen Frey hatten in der Nacht vom 12. auf den 13. September 1802, wie es mit den Bernern verabredet war, einen "rasenden wilden Haufen von zirka 400-500 Mann" im Schenkenbergtal, am Bözberg, in Mönthal, in Mandach und im Eigenamt zusammengetrommelt. Die ahnungslose Bürgerwehr in Brugg wurde überrumpelt. Während des Sturmes auf die Stadt nahm Johannes Frey wieder seine vorherige Stelle ein.
Unter Trommelschlag liess von Erlach eine Proklamation verlesen, die alle helvetischen Behörden für aufgelöst erklärte und die vormalige wieder einsetzte. Johannes Frey übernahm die Verwaltung – allerdings allein, da die vorherigen Ratsherren der Situation nicht trauten. Als Rache soll Frey seine politischen Gegner mit Einquartierungen überhäuft haben; seine Macht missbrauchte er jedoch nicht. Die wiederhergestellten Verhältnisse brachen zusammen, als Napoleon nochmals Truppen in die Schweiz einmarschieren und die helvetische Regierung wieder einsetzen liess.